# Грезак
Греза́к (фр. Grézac) — коммуна во Франции, находится в регионе Пуату — Шаранта. Департамент коммуны — Шаранта Приморская. Входит в состав кантона Коз. Округ коммуны — Сент.
Код INSEE коммуны — 17183.

## Население
Население коммуны на 2010 год составляло 823 человека.
| 1962 | 1968 | 1975 | 1982 | 1990 | 1999 | 2010 |
| ---- | ---- | ---- | ---- | ---- | ---- | ---- |
| 666  | 607  | 644  | 614  | 616  | 593  | 823  |